# Midias (alfarero)

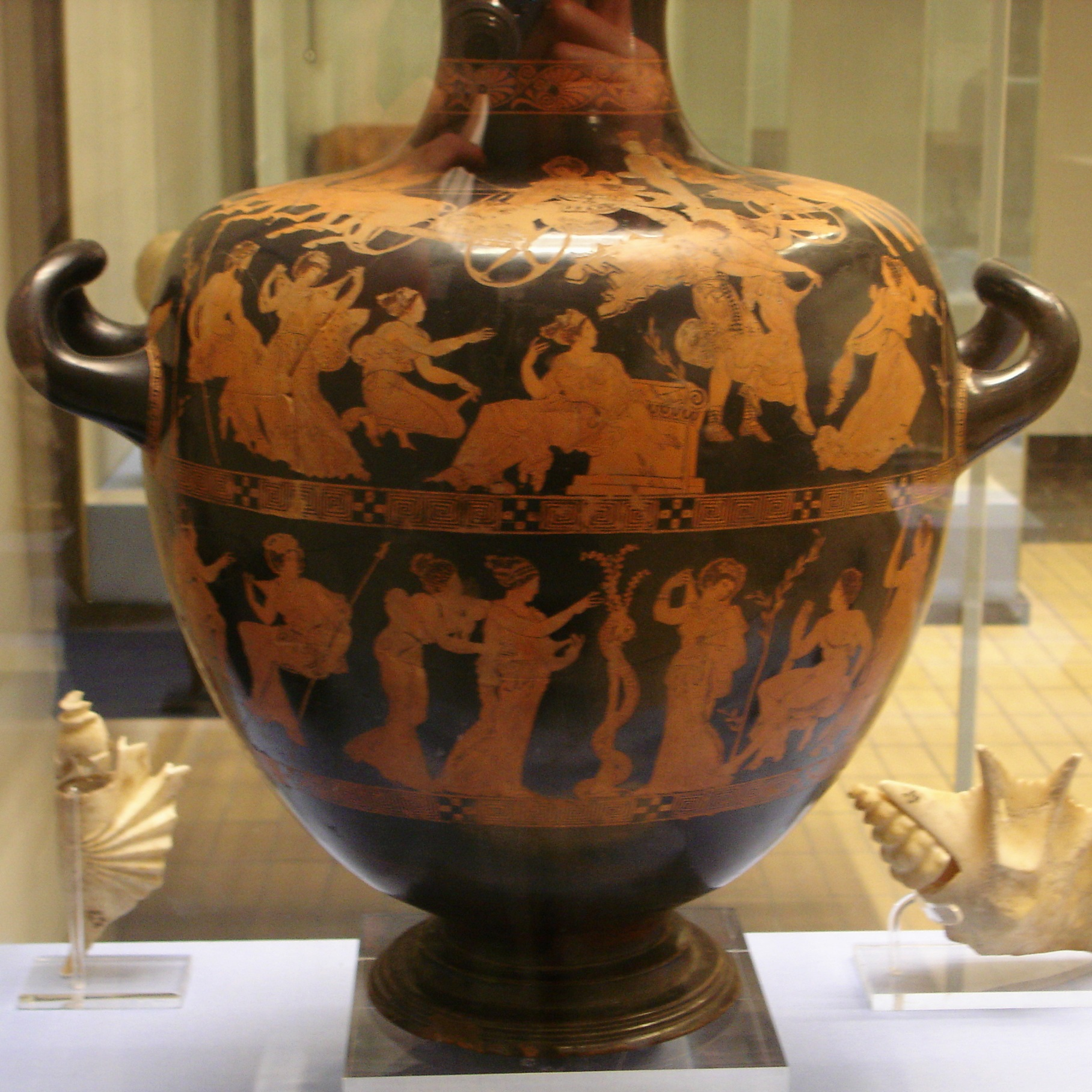
Hidria de figuras rojas del alfarero Meidias, c. 420–400 a. C., Museo Británico (E224), Londres.

Midias (en griego antiguo: Μειδίας) fue un alfarero griego, activo en Atenas alrededor del último cuarto del siglo V a. C.
La firma del alfarero Midias (ΜΕΙΙΑΣ ΕΠΟΙΗΣΕΝ, "Midias lo hizo") se encuentra únicamente en un vaso de cerámica, en una hidria de Londres (Museo Británico - E224), de la cual recibió su nombre el pintor anónimo de esta hidria de figuras rojas el Pintor de Midias. El diplomático y coleccionista de arte británico William Hamilton adquirió este vaso en 1764 y lo vendió al Museo Británico en 1772 como parte de su primera colección de vasos (esta colección incluía hasta 730 vasos). El historiador de arte alemán Johann Joachim Winckelmann lo consideró el vaso más bello de toda su colección.
Gran parte de la segunda colección de Hamilton se perdió en el mar en 1798 cuando el barco HMS Colossus se hundió frente a las islas Sorlingas . Aproximadamente treinta y dos mil fragmentos de vasos griegos de Hamilton fueron recuperados por buzos profesionales entre 1976 y 1977 y están preservados por el Museo Británico.
La hidria, firmada por el alfarero Midias, probablemente se elaboró durante los últimos años de la guerra del Peloponeso. El cuerpo del vaso está dividido en dos zonas por una banda ornamental. La escena superior representa a los Dioscuros Cástor y Pólux raptando a las hijas del rey mesenio Leucipo (Mesenia). La inferior representa a Heracles en el jardín de las Hespérides.